# Klášterec nad Ohří
Klášterec nad Ohří é uma cidade checa localizada na região de Ústí nad Labem, distrito de Chomutov.